# Disparazione binoculare
La disparazione binoculare è l'esistenza di due emicampi visivi sinistro e destro prodotti dai due occhi: essi infatti distano qualche centimetro l'uno dall'altro e ciò che vede l'occhio sinistro non è coincidente con ciò che vede l'occhio destro. 
Quando la disparazione è piccola, le due immagini disparate si fondono e danno luogo ad una visione chiara e nitida; quando è piuttosto estesa le immagini retiniche non corrispondono (punti disparati) e si ha una visione doppia, o diplopia).